# Sistar
Sistar (Hangeul: 씨스타, souvent stylisé SISTAR) était un girl group sud-coréen de la Starship Entertainment ayant débuté avec le titre Push Push le 4 juin 2010. Le groupe était composé de quatre membres : Hyolyn (leader), Bora, Soyou et Dasom,,.
Depuis leurs débuts, les Sistar ont connu un grand succès grâce à leur talent et à la voix de Hyolyn. Dès le début, les fans ont tout de suite remarqué sa voix unique, son talent pour la danse, le rap, ainsi que son habileté à être un bon leader. Lorsqu'on interrogea Hyolyn sur sa décision de ne pas entamer une carrière solo (car on estime qu'elle réussirait à être parmi les meilleures artistes solo pendant plusieurs années), elle répondit d'une phrase simple et réfléchie : elle ne laisserait pas tomber son groupe, car elle a commencé le chemin avec elles et c'est avec elles qu'elle le finirait, d'où vient leur nom Sistar, qui est une contraction de « Sisters who want to become stars ».
Le 23 mai 2017, les médias annoncent que le groupe, qui arrive à la fin de son contrat, se sépare. Leur agence confirme l'information de dissolution des Sistar après la sortie de leur dernier album du 31 mai 2017.

## Carrière

### 2010-2011: Débuts etSo Cool

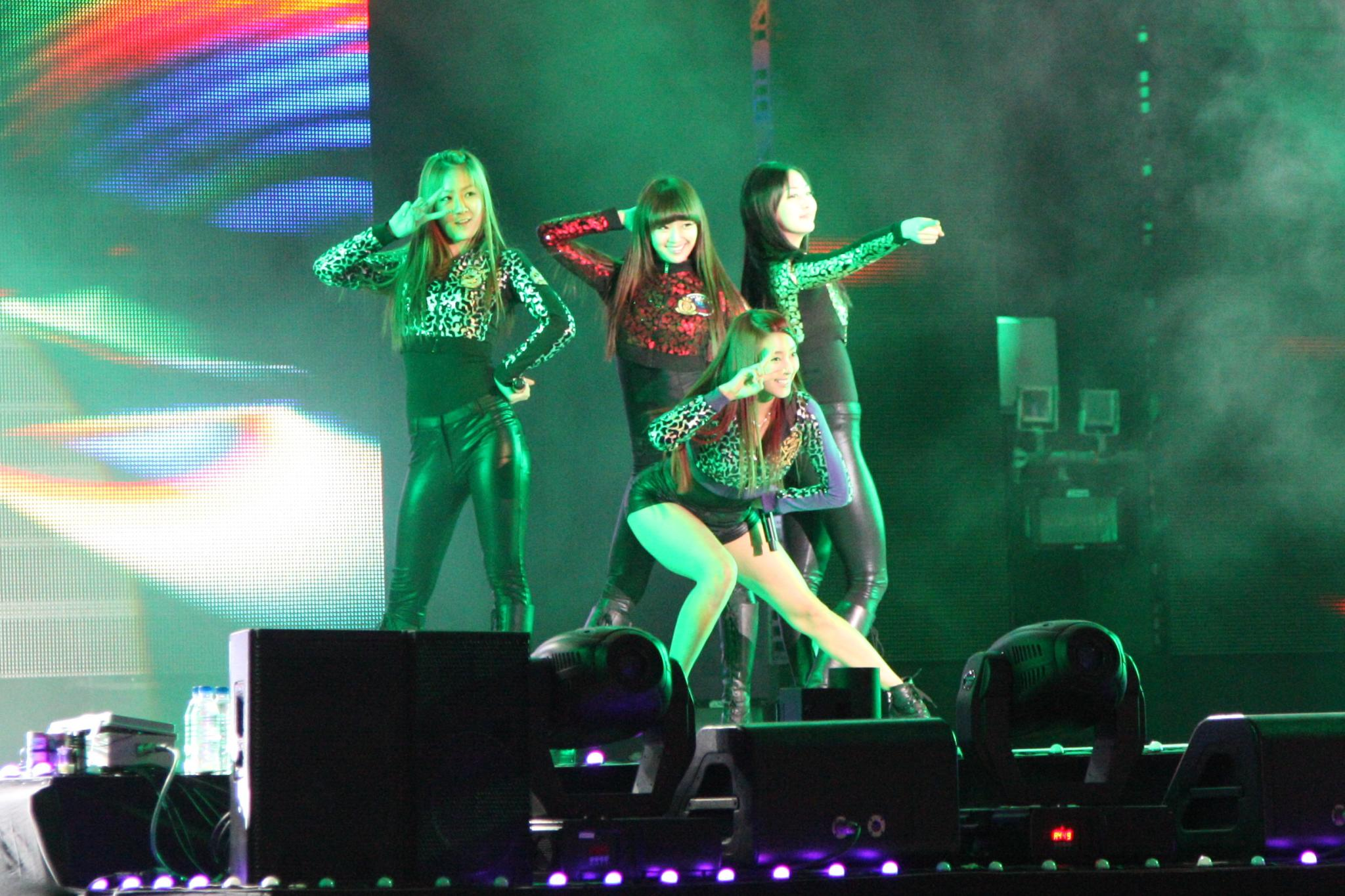
Sistar au Cyworld Festival en 2011.

Leurs titres Push Push et Shady Girl ont connu un succès modéré. Avec leur titre How Dare You, les Sistar réussissent à être proposées à l'émission musicale M! Countdown face à T-ara et leur titre YaYaYa. Malheureusement cela se solde par un échec et elles terminent sur la deuxième place du podium, néanmoins elle gagnent au Music Bank le 17 décembre 2010[réf. nécessaire] ce qui représente leur première victoire dans une émission musicale. Plus tard, les Sistar sont revenues en force en dévoilant un teaser de leur nouveau titre So Cool avec un concept sexy et une musique addictive. So Cool semble être bien accueilli par les fans du groupe[non neutre] et elles se classent dès la première semaine en tête des charts du Music Bank[réf. nécessaire], réussissant à être proposées face à Kara avec leur titre Step et contre Infinite au M! Countdown malheureusement elles ne réussissent pas à triompher face aux Infinite et Kara. Encore une fois, cela se solde par un échec pour So Cool qui se maintient dans le Top 10 sans jamais atteindre la première place. Il faut attendre la fin de leur retour pour qu'à la surprise générale elles arrivent enfin à gagner un Mutizen en obtenant la première place de l'Inkigayo du 11 septembre 2011, une belle victoire pour Sistar.
Une sous-unité est également créée, nommée Sistar19, et composée de la rappeuse Bora et de la chanteuse principale connue pour sa voix exceptionnelle, Hyorin. Elles sortent le titre Ma Boy qui se classe en tête des charts dès sa sortie. Elles atteignent la deuxième place du Music Bank, la première place se voyant attribuer à Beast et à leur titre Fiction. Ma Boy est également proposé durant une journée à l'émission M! Countdown face a Jay Park et f(x) mais elle terminent troisième.
Novembre-Décembre 2011, Hyorin fait équipe avec les ElectroBoyz pour le titre Ma Boy 2, une référence au titre Ma Boy de Sistar 19. Celle-ci se classe dans le Top 10 du K-chart du Music Bank. Avec cette collaboration elles réussissent à être proposées dans le top 7 de l'Inkigayo, mais c'est IU qui gagne le prix.

### 2012:AloneetLoving U

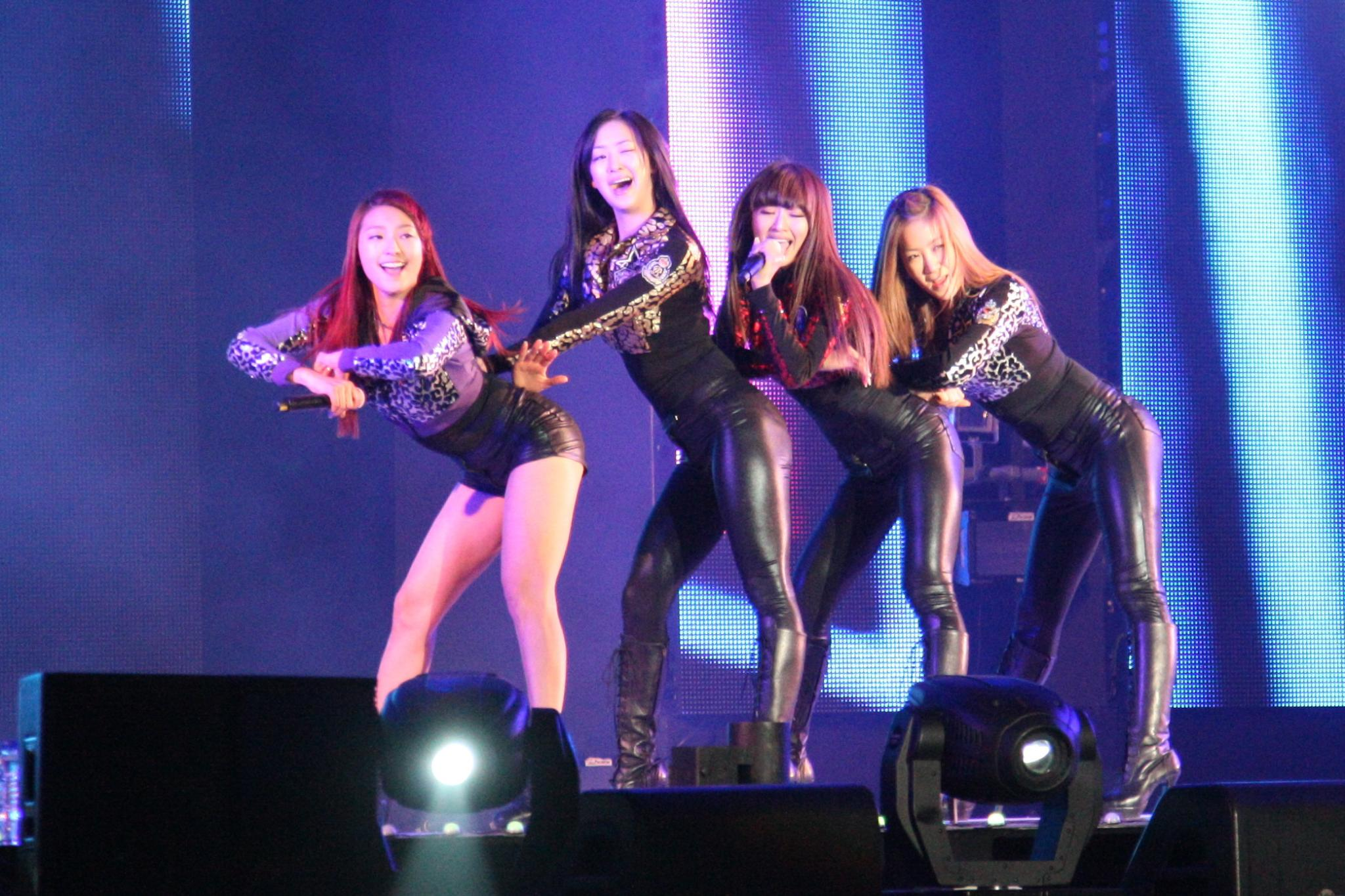
Sistar interprétant How Dare You.

Le 7 janvier 2012, la Starship Entertainment a annoncé que les groupes Sistar et Boyfriend auraient leur premier fanmeeting prévu à Singapour. Les artistes tiendraient ensemble un fanmeeting de deux heures au Suntec Convention Hall pendant lequel ils interprèteraient leurs titres à succès et rencontreraient leurs fans. Le fanmeeting a eu lieu le 26 février.
Le 8 février 2012, s'est déroulé le Music Bank K-Pop Festival à Paris, où se sont produits huit groupes de K-pop : Sistar, 2PM, T-ara, U-Kiss, Girls' Generation, SHINee, Beast et 4Minute.
Le 30 mars, il est annoncé sur le fan café officiel des Sistar que le groupe serait de retour à la deuxième semaine d'avril.
Le 9 avril, les Sistar ont décidé de diffuser leur showcase faisant l’introduction de leur nouvel opus sur YouTube et le site musical MelOn. Ainsi, 41 pays pourraient assister au concert du groupe. L'évènement aura lieu le 12 avril à 15h (heure locale coréenne), le jour de la sortie de leur nouvel album.

Le 12 avril, sort leur premier mini-album, Alone accompagné du clip du titre principal homonyme. Des scènes du MV d'"Alone" ont été tournées à Las Vegas.

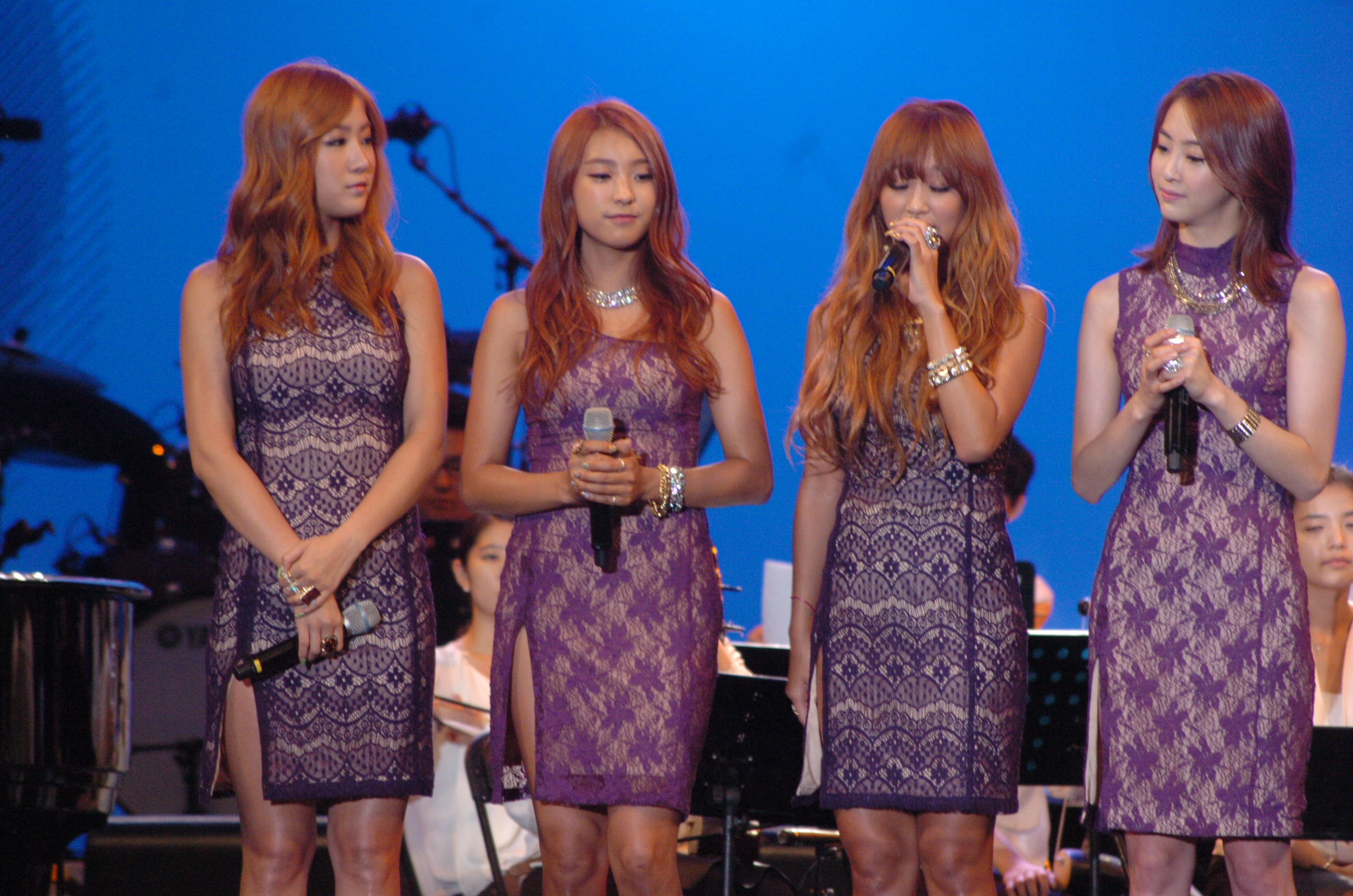
Sistar en 2012.

Quelques heures plus tard, les Sistar ont réalisé un all-kill[Quoi ?]. C'est l'agence Starship Entertainment qui en a fait l'annonce, la chanson serait[évasif] en tête des classements en ligne comme MelOn, Mnet, Soribada, Bugs, Olleh Music ainsi que d'autres classements mineurs.
Les Sistar ont réussi à être en première position du classement hebdomadaire Billboard K-Pop Hot 100 pendant quatre semaines consécutives grâce à leur hit Alone.
Le 11 juin 2012, il est annoncé par leur agence que les filles feraient leur retour un peu plus tard ce mois-ci avec un album spécial qui sera aux couleurs de l'été qui approche à grands pas. Elles recommenceraient donc une nouvelle promotion aux côtés d'autres groupes comme Wonder Girls, BIGBANG, After School ou f(x).
Leur agence, Starship Entertainment, a révélé que pas moins de 140 000 euros (200 millions de wons) avaient été débloqués et déboursés pour produire leur nouveau clip musical qui sort en parallèle de leur album « spécial été » le 28 juin. Le clip a été tourné à Hawaï.
Le 28 juin, leur deuxième mini-album intitulé Loving U ainsi que le clip vidéo du même nom sont mis en ligne.
Quelques heures plus tard, le groupe est à la première place des classements en ligne comme : MelOn, Mnet, Soribada, Cyworld, parmi d'autres.
Pour la semaine du 5 au 12 juillet 2012, les Sistar s'imposent en tête du classement Billboard K-Pop Hot 100 avec leur titre estival Loving U.
Le 9 juillet, Starship Entertainment, le label des Sistar, a annoncé que le groupe tiendrait son premier concert solo au Olympic Hall à Séoul au mois de septembre, ce fameux concert nommé Femme Fatale a lieu le 15 septembre. Le concert s'est très bien déroulé.
Du 21 au 23 septembre, eu lieu le Hallyu Dream Festival 2012 à Gyeongju en Corée du Sud ce qui a permis à des milliers de fans d'applaudir des performances live de grands groupes de K-pop tels que les Sistar, Beast, INFINITE, MBLAQ ou encore 4Minute.

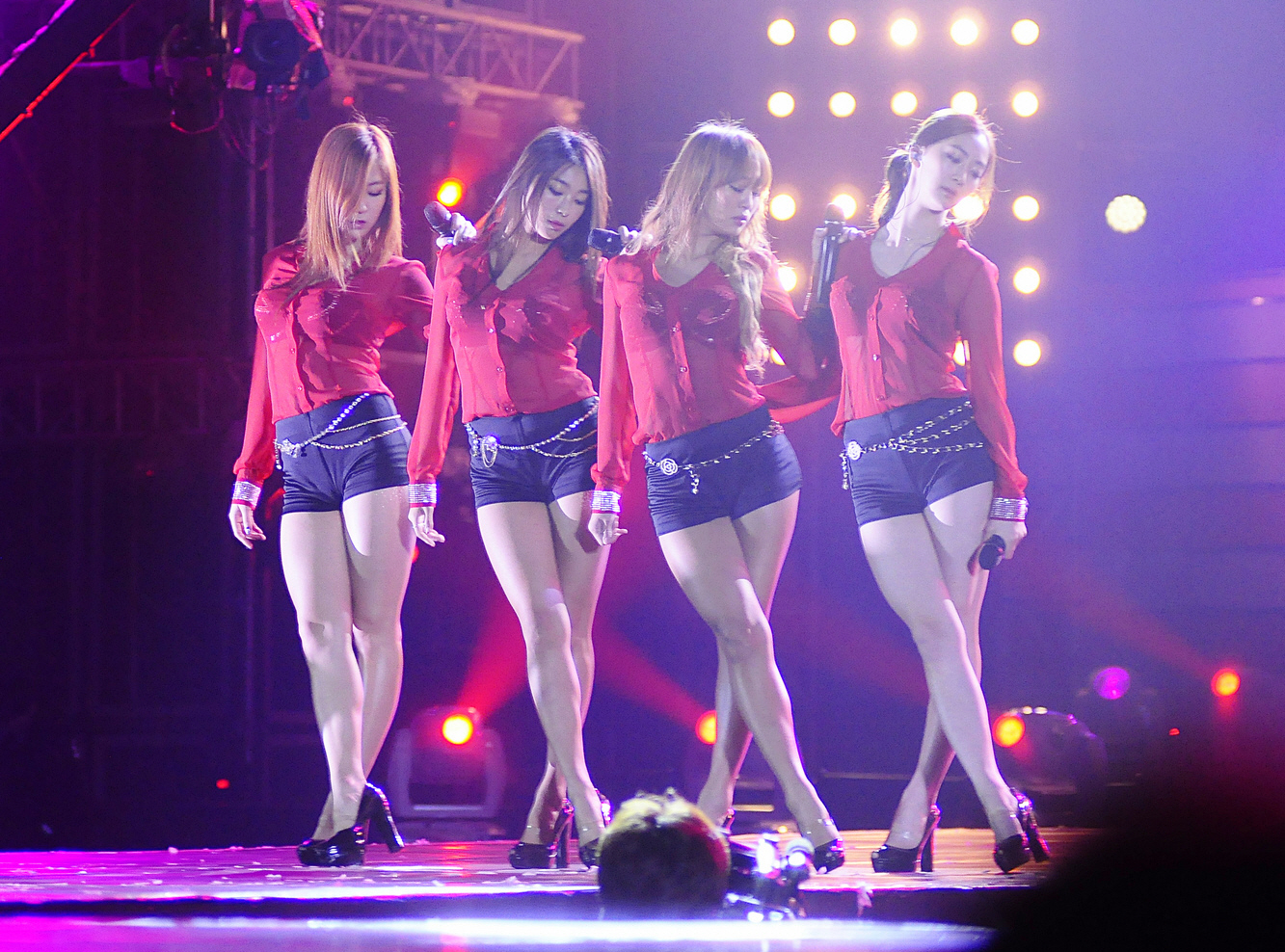
Sistar au Viêt Nam, le 29 novembre 2012.

Le 30 novembre, avait lieu la cérémonie annuelle des Mnet Asian Music Awards à Hong Kong. Les Sistar y ont remporté le prix de meilleur groupe féminin, elles étaient nommées face aux 2NE1, TaeTiSeo (Girls' Generation), Kara et T-ara.

### 2013:Gone Not Around Any LongeretGive It To Me
Après cette année de consécration, la Starship Entertainment annonce le retour de la sous-unité Sistar19, en effet le duo revient sur le devant de la scène le 31 janvier 2013, soit plus d'un an après Ma Boy avec un nouvel opus : Gone Not Around Any Longer (GNAAL), une fois encore les chanteuses affirment leur popularité montante en étant premières des classements musicaux que le site Instiz s'empresse de certifier. Il s'ensuit deux triple crown (trois victoires consécutives par émission) au M! Countdown et au Music Bank, et quatre semaines consécutives à la première place du Billboard K-Pop Hot 100. Ce qui vaut donc aux Sistar d'être désormais considérées comme un groupe national et d'être dans le top 5 de tous les sondages de popularité en Corée.
Qui dit popularité, dit contrat publicitaire puisque depuis le succès dAlone les propositions de CFs s'enchaînent ; rien qu'en 2012 les Sistar ont décroché 14 contrats valant en tout sept millions de dollars USD et ont renouvelé la plupart de leurs contrats précédents.
Le 16 mai 2013, un représentant de Starship Entertainment a annoncé leur retour : « Elles sont prêtes à enregistrer leur nouvel album et travaillent beaucoup. Sistar sera de retour avec le meilleur des albums et ne vous décevront pas » qui est reconfirmé le 2 juin, disant que les filles reviendront donc avec un deuxième album dont la sortie est prévue pour le 11 juin.
Avec de nombreuses photos teasers, on apprend le nom de l'album intitulé Give It to Me avec le titre phare du même nom mais aussi le nouveau concept du groupe qui est le cabaret voire le Moulin-Rouge,.
Le 11 juin, leur second album studio, Give It To Me est publié avec le clip du même nom. Dès sa sortie le titre principal s'est immédiatement placé à la tête des classements musicaux tels que : MelOn, Mnet, Olleh, Bugs, Soribada, Monkey3, Naver, Cyworld ou encore Daum Music.
Lors de la semaine du 20 au 27 juin, les Sistar sont à la première place du Billboard K-Pop Hot 100 avec leur titre Give It To Me mais ce n'est pas tout car l'album du même nom se place à la 9e place du Billboard World Albums.
Le 22 août 2013, il est annoncé que le groupe tiendrait son deuxième concert solo intitulé S, ce nouveau concert a eu lieu environ un an après le premier puisqu’il s'est déroulé le 12 octobre 2013. Il a eu lieu au même endroit qu'en 2012, soit au Olympic Hall de Séoul.

### 2014:Touch My BodyetI Swear

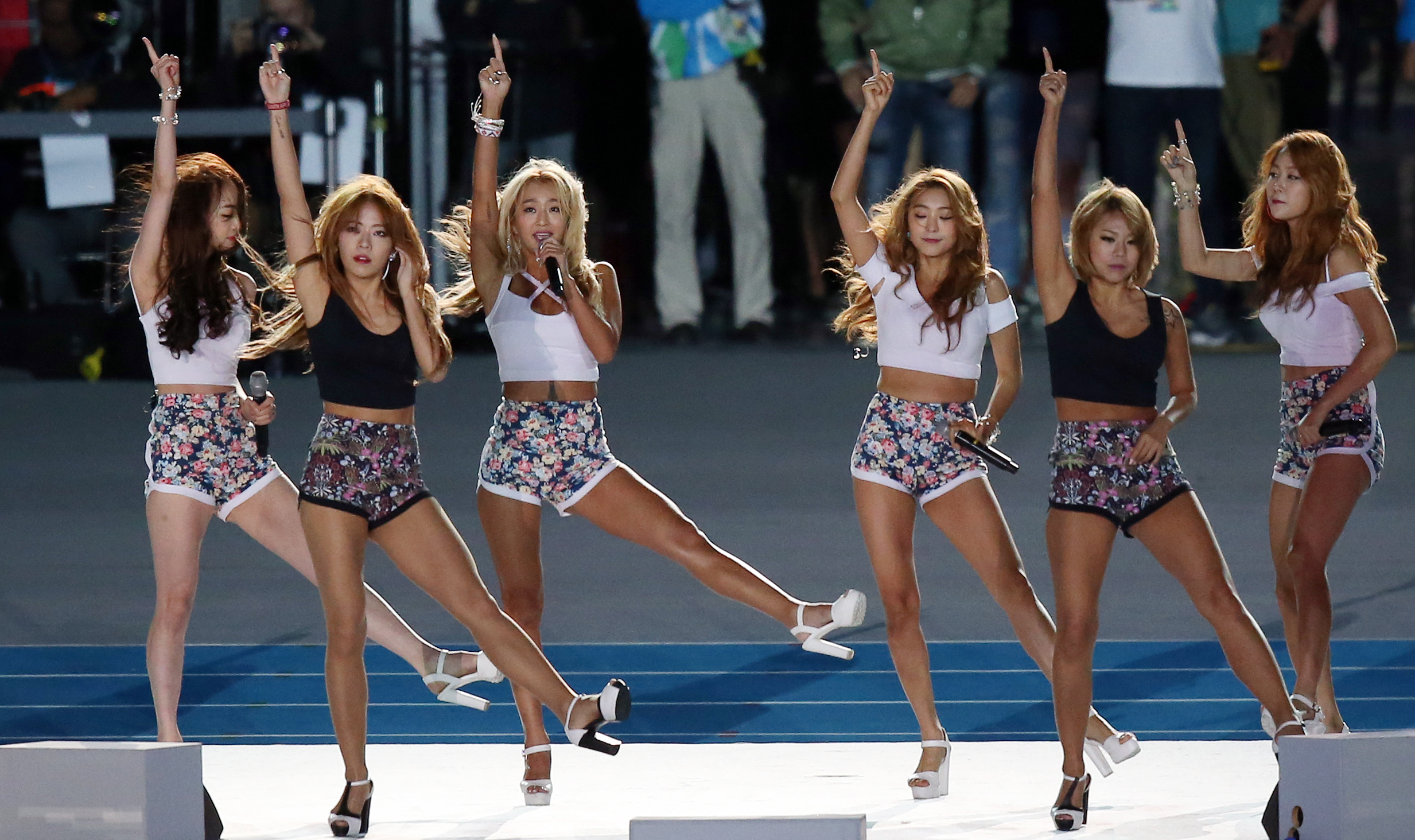
Sistar lors de la cérémonie de clôture des Jeux asiatiques de 2014.

Le 5 juin 2014, il est annoncé que les Sistar feraient leur comeback en juillet avec un nouvel mini-album.
Le 14 juillet, est mis en ligne le premier teaser pour leur retour avec le titre Touch My Body, le deuxième est mis en ligne le 17 juillet.
Le 21 juillet, à 13 heures (heure coréenne), le clip vidéo de Touch My Body est mis en ligne, issu du mini-album Touch N Move qui est sorti en même temps. Deux heures à peine après sa sortie, la chanson Touch My Body s'est hissée en tête de pas moins de 10 classements en ligne. En effet, les fans ont ainsi pu constater la présence des Sistar en hauts des charts sur MelOn, Genie, Mnet, Olleh Music, Soribada, Bugs, Monkey3, Naver Music ou bien encore Daum Music.
Deux semaines après la sortie de l'opus, le 3 août, de nombreux sites musicaux affichaient le quatuor encore en tête des charts, à l'image de MelOn, Mnet et Olleh Music.
Le 18 août, il est annoncé qu'à la suite du succès du titre Touch My Body, il a été décidé que les Sistar dévoileraient un nouveau morceau inédit. Ceci est fait dans le but de remercier les fans et le public pour leur soutien. De cette façon, une photo teaser a été mise en ligne.
Le 21 août, une vidéo teaser pour I Swear est mis en ligne.
Le 26 août marque la sortie du nouvel opus des Sistar, intitulé Sweet & Sour, ainsi que la mise en ligne du clip d'"I Swear'", plusieurs heures après, les filles se sont placés au top des classements en temps réel des plus gros sites musicaux en ligne à l’image de MelOn, Mnet, Genie, Olleh Music ou encore Naver Music.
Le 6 septembre, les Sistar sont accusées de plagiat. Ce sont les internautes qui ont mis en lumière les ressemblances entre le clip de la Starship Entertainment et celui de Tiësto intitulé Red Light.
En octobre, Sistar se produit lors de la cérémonie de clôture des Jeux asiatiques de 2014 à Incheon.

### 2015:Shake It

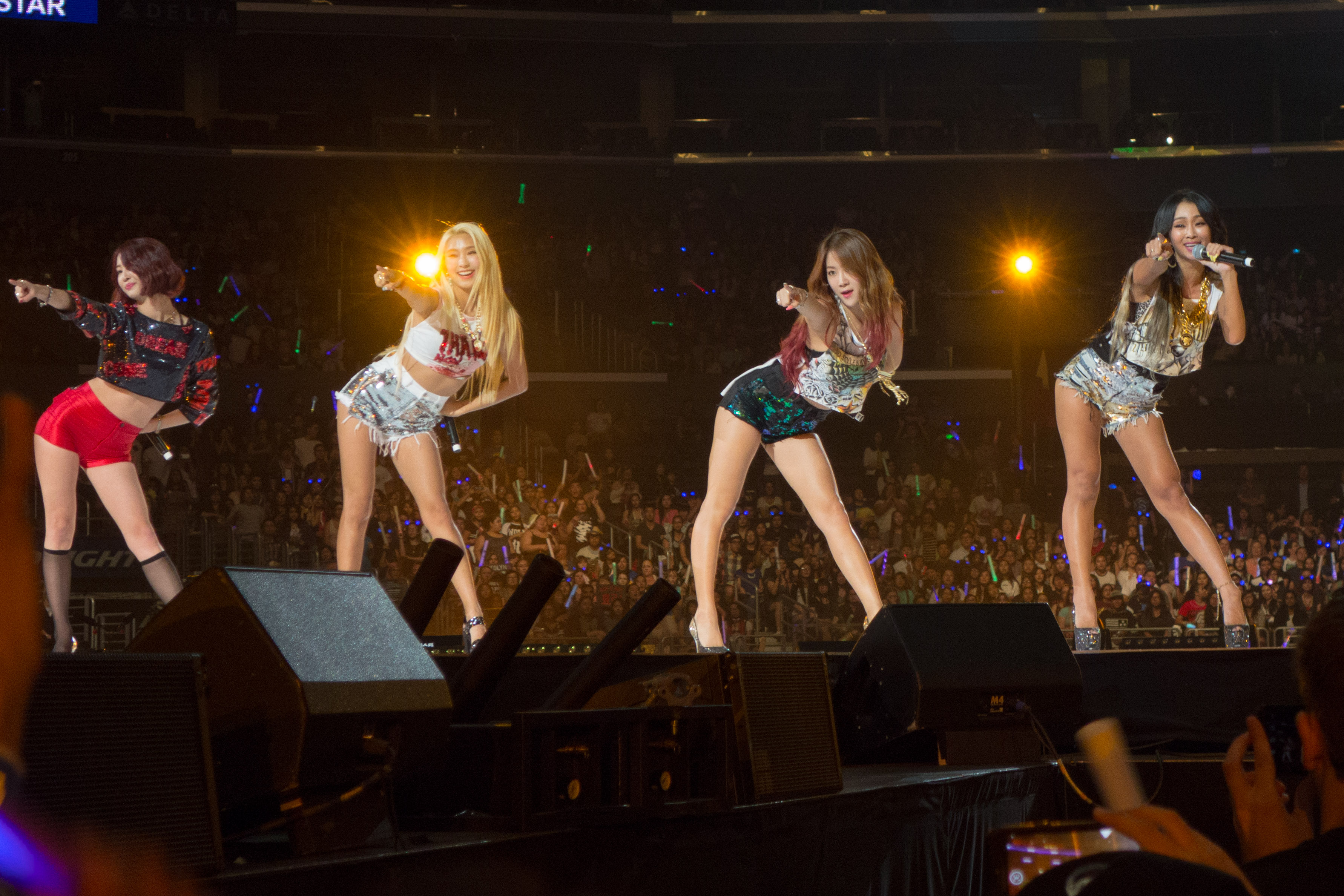
Sistar au KCON 2015, le 1 août à Los Angeles.

Le 28 mai 2015, il a été confirmé par leur agence que le quatuor féminin ferait son retour à la fin du mois de juin. Un représentant de la Starship Entertainment a d’ailleurs déclaré : « Les SISTAR sortiront un nouvel opus dans la quatrième semaine du mois de juin. Elles travailleront une fois de plus avec Duble Sidekick pour la chanson-titre et sont actuellement en train de s’organiser pour les détails de leur emploi du temps ».
Le 6 juin, La Starship Entertainment a confirmé la date exacte de la prochaine sortie des Sistar qui aura lieu le 22 juin. Le représentant en question a expliqué que ce jour-là, les filles dévoileraient leur mini-album et le présenteraient également au public à l'occasion d'un showcase.
Le 17 juin, une vidéo teaser de Shake It est mis en ligne.
Le 22 juin, leur cinquième EP, Shake It est sorti et le clip vidéo du titre principal du même nom est mis en ligne. Reprenant la formule d'une ambiance estivale, les Sistar avaient pour objectif cette fois-ci de « faire une mélodie facile à écouter et une chorégraphie facile à reproduire pour les filles et les garçons », comme elles l'ont expliqué lors de leur showcase. Wonho et Shownu, deux des trois danceurs principaux du groupe Monsta X (groupe créé un mois avant la sortie de Shake It) ont participé au MV.

### 2016:Insane Love
]

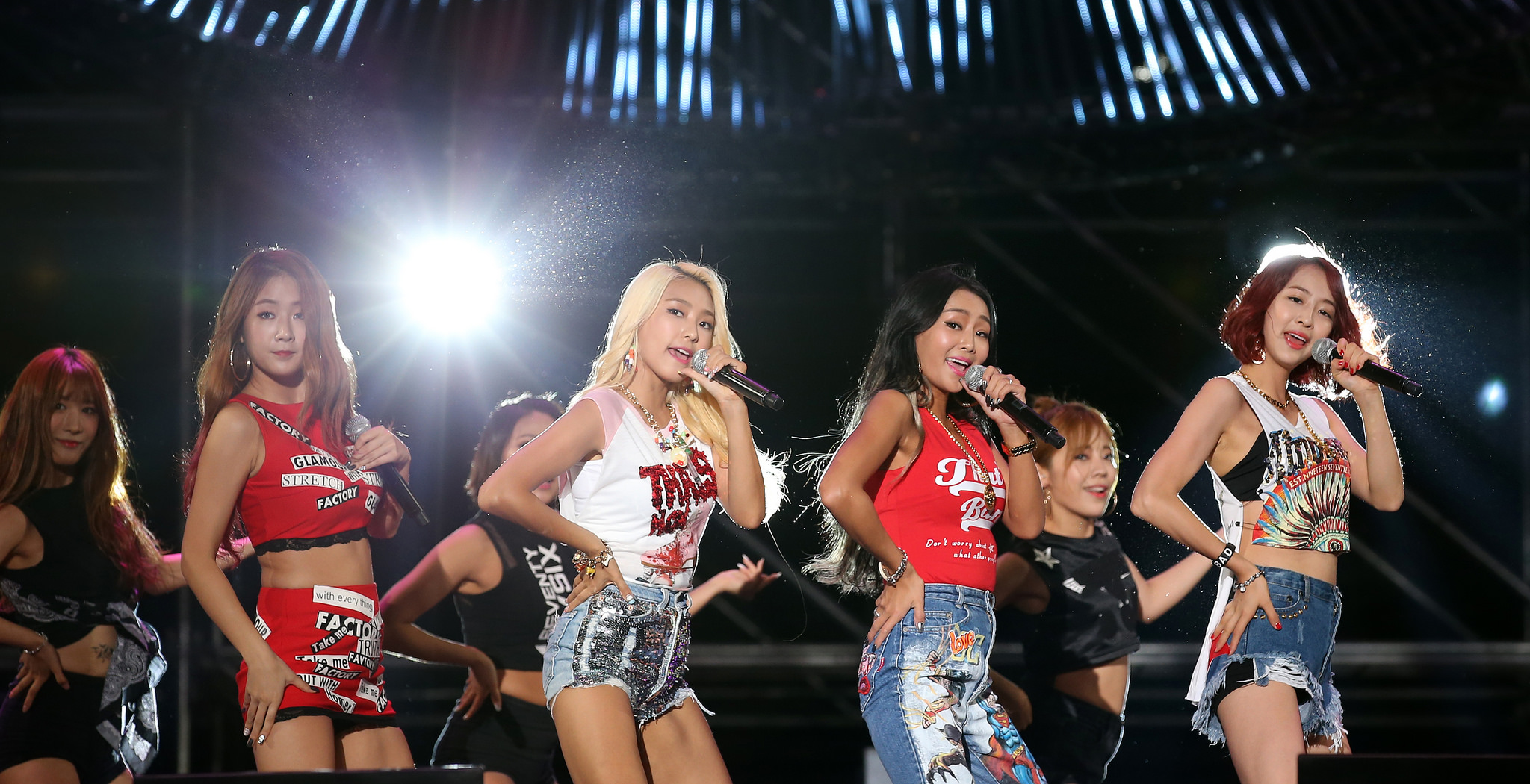
Sistar sur scène en 2015

Le 23 avril 2016, la Starship Entertainment a annoncé le retour du quatuor lors d'une interview avec le média Osen : « Les SISTAR travaillent actuellement sur un nouveau comeback qui pourrait avoir lieu cet été. Elles préparent leur nouvelle chanson alors préparez-vous à les accueillir ».
Le 21 juin à minuit (en Corée du Sud), les filles ont fait leur retour pour l'été avec un nouveau mini-album qui est intitulé Insane Love ainsi qu'avec le clip vidéo du titre principal I Like That. Cette chanson a été produite par Black Eyed Pilseug.
Peu de temps après la sortie le groupe a pris la première place avec I Like That de huit grands classements musicaux, incluant MelOn, Mnet, Genie, Soribada, Olleh Music et Bugs Music entre autres.

### 2017:Lonely
Le nouvel album des Sistar est annoncé pour le 31 mai 2017.
Cependant, le 23 mai 2017, les médias annoncent la séparation du groupe. Rapidement, Starship Entertainment confirme cette information via un communiqué officiel.

## Membres
| Nom de scène | Nom de scène | Nom de naissance | Nom de naissance | Date de naissance | Nationalité  | Position                                          |
| Romanisé     | Coréen       | Romanisé         | Coréen           | Date de naissance | Nationalité  | Position                                          |
| ------------ | ------------ | ---------------- | ---------------- | ----------------- | ------------ | ------------------------------------------------- |
| Bora         | 보라         | Yun Bo Ra        | 윤보라           | 30 janvier 1990   | Corée du Sud | Danseuse principale, rappeuse principale          |
| Hyolyn       | 효린         | Kim Hyo Jeong    | 김효정           | 11 décembre 1990  | Corée du Sud | Chanteuse principale, rappeuse secondaire, leader |
| Soyou        | 소유         | Kang Ji Hyeon    | 강지현           | 12 février 1992   | Corée du Sud | Chanteuse principale                              |
| Dasom        | 다솜         | Kim Da Som       | 김다솜           | 6 mai 1993        | Corée du Sud | Chanteuse secondaire, maknae, visual              |

## Discographie
- So Cool (2011)
- Give It to Me (2013)

## Concerts
- 2012: Femme Fatale[56]
- 2013: Live Concert: S[57]
- 2014: Live Concert: S - Hong Kong[58]